# Georges Guiraud
Georges Guiraud (* 8. März 1868 in Toulouse; † 11. März 1928 ebenda) war ein französischer Komponist, Organist und Musikpädagoge.
Der Sohn der Organisten Omer Guiraud studierte zunächst an der École Niedermeyer, dann am Conservatoire de Paris, wo César Franck, Charles-Marie Widor und Jules Massenet zu seinen Lehrern zählte. Er wirkte dann als Leiter für Gesang bei den Concerts Colonne und Organist in Paris.
Nach dem Tod seines Vaters 1912 kehrte er nach Toulouse zurück und übernahm dessen Organistenstelle an der Basilika St-Sernin sowie sein Lehramt am Konservatorium der Stadt. Guiraud komponierte überwiegend Kirchenmusik, darunter Orgel- und Chorwerke.